# Marianne Blomqvist
Birgit Marianne Blomqvist, född 24 september 1942 i Vasa, är en finländsk språkvetare. Hon är gift med diplomaten Leif Blomqvist.
Blomqvist disputerade 1988 på avhandlingen Från tillnamn till släktnamn i österbottnisk allmogemiljö i vilken hon utforskade hur några österbottniska släktnamn utvecklades ur gårdsnamn.
Från 1989 till 2000 var hon verksam som professor i nordiska språk vid Helsingfors universitet. Hennes forskning har omfattat huvudsakligen finlands- och estlandssvensk onomastik; hon har varit verksam i namnnämnden vid justitieministeriet samt skrivit om förnamn och husdjursnamn i Hufvudstadsbladet. För sina folkbildande insatser tilldelades hon 2013 Svenska folkskolans vänners folkbildningsmedalj.

## Utmärkelser
- Fjärde graden av Terra Mariana-korsets orden,  12 mars 2007[3]

[Redigera Wikidata]

## Publikationer i urval
- Blomqvist, Marianne (1988). Från tillnamn till släktnamn i österbottnisk allmogemiljö: [From surnames to family names in rural Ostrobothnia]. Arkiv för Svenska Österbotten, 99-0242350-7 ; 18 Skrifter utgivna av Svensk-österbottniska samfundet, 99-0240468-5 ; 44. Vasa: Svensk-österbottniska samf. Libris 8388538. ISBN 951-99920-3-0
- Blomqvist, Marianne (1993). Personnamnsboken. Helsingfors: Finn Lectura. Libris 7981939. ISBN 951-8905-73-8
- Blomqvist, Marianne (2000). Svenska ortnamn i Estland: med estniska motsvarigheter. Skrifter utgivna av Svenska folkskolans vänner, 1456-8233 ; 158. Helsingfors: Svenska folkskolans vänner. Libris 7983972. ISBN 951-9087-53-2
- Blomqvist, Marianne (2002). Dagens namn. Helsingfors: Schildts Förlags AB. Libris 8803286. ISBN 951-50-1271-6